# محمود حيدر
محمود حيدر ، (1946) رجل أعمال كويتي ورئيس مجلس إدارة شركة الزمردة القابضة.

## مسيرته
بدأ محمود حاجي حيدر عبد الله حياته العملية موظفا في وزارة الكهرباء والماء ومن ثم اتجه ليتوظف في بنك الكويت والشرق الأوسط، وبعدها ترك العمل الحكومي واتجه الي التجارة الحرة في بيع وشراء الذهب، ومن ثم اتجه الي سوق المناخ الكويتي، ليبدأ بعدها في بناء ثروته حتي بات من أهم ملاك العقار في عدد من مناطق الكويت، ولديه حصص مؤثرة في مجموعة من البنوك الكويتية.

## الوسائل الإعلامية التي يملكها
- جريدة الدار.
- قناة العدالة.
- قناة فنون.
- مجلة سوالف.
- مجلة اوتار.
- مجلة المشكاة.
- خدمة برلماني.
- شريك في قناة (سكوب) وقناة السور.
- جريدة زوم الإلكترونيّة.

## الشركات التي يملكها
- يملك حصة مؤثرة في بنك الخليج.[2]
- بنك الكويت الدولي.
- شركة لؤلؤة الكويت العقارية.
- مجموعة محمود حيدر.
- شركة الزمردة الاستثمارية لإدارة الأصول.
- شركة «4u للإتصالات».
- عيادة الميدان.
- الشركة المتحدة للخدمات الطبية.
- يملك حصة مؤثر في شركة «القرين».
- شركة أولى للوقود «حصة مؤثرة».
- بنك بي بي كي «حصة مؤثرة».
- يملك حصة مؤثرة بنك الكويت والشرق الأوسط.
- يملك حصة مؤثرة في بنك برقان.
- مستشفي السيف - الكويت.
- المستشفي الدولي - الكويت.

## أعماله الخيرية
- دار لسكن الأيتام - الكويت.
- مستوصف تخصصي - الكويت.[3]
- مبّرة «النور» لتعليم الفقراء.
- مبّرة «الريان» لعلاج الفقراء.
- 4 مراكز صحية - أرياف مصر.
- 10 مراكز لتحفيظ القرآن الكريم - أفريقيا.